# Поц
Поц (идиш פּאָץ‎ — половой член) — в русском языке сленговое слово, употребляемое как в ироничном, так и в пейоративном (негативном) значении. Широко распространено в одесском и некоторых других южных говорах.
В идише, откуда оно было заимствовано русским языком, слово поц является обсценным (табуированная лексика). Исследователь ненормативной лексики Алексей Плуцер-Сарно указывает, что данное слово находится среди лексем, которые носители русского языка при опросах относили к матерным. В аналогичном значении было также заимствовано английским языком, где употребляется и в глагольной форме (putz).

## Значение и употребление
Употребляется как в прямом значении (половой член), так и в переносном (недалёкий человек, дурак); специфические значения в воровском арго и сетевом жаргоне.

### Прилагательные
- Поцеватый (идиш פּאָצעװאַטע‎ — поцево́тэ)
- Припоцаный
- Поцанутый

### Идиоматические обороты
- Стоять как поц (риторический приём сравнение)[8]
- Поц, мама дома? (усилительный оборот)[9]

## Всленге

### Вворовском жаргоне
В преступной среде слово «поц» появилось раньше, чем в литературе. Употребляется как в прямом, так и в переносном смысле. Употребление в прямом смысле известно по выражению «голова под поц заточена» — о человеке, допустившем оплошность; в переносном смысле «поц» — начинающий, мелкий воришка.
Бытует расхожее мнение, что слово «пацан», имеющее хождение в самых разных слоях населения, произошло от слова поц. «Возможно такая этимология имеет корни в одесском регионе, где слово до сих пор используется с уничижительным оттенком. Там пацаном первоначально называли подростка, пытающегося приобщиться к половой жизни в компании более взрослых и опытных парней».

### В сетевой лексике
Слово получило дополнительное распространение в русском сетевом сленге через жаргон кащенитов и падонков. Павел Протасов полагает, что первоначально заимствованные еврейские слова распространились в Фидонет и Интернет через эхоконференцию «SU.KASCHENKO.LOCAL», откуда впоследствии перешли в более молодые сетевые культуры. В частности, слово «поц» используется кащенитами как вкрапление в другие слова с переиначиванием их орфографии (например, «поц-иэнт», «поц-чему», «поц-тава», «поцреот»), что добавляет дополнительные коннотации.

## В литературе
В русской литературе слово «поц» встречается в поэзии Игоря Губермана, прозаических произведениях Сергея Довлатова, Василия Аксёнова, Бориса Акунина, Олега Дивова, Асара Эппеля и др. В английской литературе слово «putz» можно встретить в раннем произведении Генри Миллера «Тропик Рака» (1934), где оно употреблялось в значении «пенис», также встречается у Стивена Кинга (в том числе и в русском переводе). Производное «поцеватый» встречается в романе «Акварель для Матадора» Вячеслава Курицына, «припоцанный» — в «Одной и той же книге» Макса Фрая.

## В песенном репертуаре
Слово «поц» получило распространение в песенном репертуаре, связанном со стилизацией одесской речи, например в творчестве Аркадия Северного, Константина Беляева, Григория Бальбера, Александра Розенбаума.